# Jayne Senior
Jayne Senior, membre de l'ordre de l'Empire britannique, est une coordonnatrice de projet social et gérante du Swinton Lock Activity Centre près de Mexborough, dans le sud du Yorkshire, en Angleterre.
Senior est une ancienne coordinatrice de Risky Business à Rotherham, un projet de jeunesse mis en place en 1997 par le Conseil de Rotherham pour travailler avec des filles et des jeunes femmes en danger d’exploitation sexuelle.
Travaillant pendant plus d'une décennie pour exposer l'affaire des viols collectifs de Rotherham, ses efforts ont permis de mettre au jour un important réseau pédophile protégé par les autorités de la ville.
Pour son travail en tant que lanceuse d'alerte, Senior a été récompensée par un MBE en 2016.
Elle est l'auteur de Broken and Betrayed: The true story of the Rotherham abuse scandal by the woman who fought to expose it (2016).